# Voutré
Voutré est une commune française, située dans le département de la Mayenne en région Pays de la Loire, peuplée de 905 habitants.
La commune fait partie de la province historique du Maine, et se situe dans le Bas-Maine.

## Géographie
La commune s'étend au sud des collines des Coëvrons.

### Communes limitrophes
| Assé-le-Bérenger | Assé-le-Bérenger         | Saint-Georges-sur-Erve, Vimarcé (par un angle) |
| Évron            | Voutré                   | Rouessé-Vassé (Sarthe)                         |
| Sainte-Suzanne   | Torcé-Viviers-en-Charnie | Torcé-Viviers-en-Charnie                       |

### Climat
Pour des articles plus généraux, voir Climat des Pays de la Loire et Climat de la Mayenne.
En 2010, le climat de la commune est de type climat océanique altéré, selon une étude du CNRS s'appuyant sur une série de données couvrant la période 1971-2000. En 2020, Météo-France publie une typologie des climats de la France métropolitaine dans laquelle la commune est exposée à un climat océanique et est dans la région climatique  Moyenne vallée de la Loire, caractérisée par une bonne insolation (1 850 h/an) et un été peu pluvieux. 
Pour la période 1971-2000, la température annuelle moyenne est de 10,9 °C, avec une amplitude thermique annuelle de 14 °C. Le cumul annuel moyen de précipitations est de 769 mm, avec 12,7 jours de précipitations en janvier et 6,7 jours en juillet. Pour la période 1991-2020, la température moyenne annuelle observée sur la station météorologique de Météo-France la plus proche, sur la commune de Rouessé-Vassé à 7 km à vol d'oiseau, est de 11,7 °C et le cumul annuel moyen de précipitations est de 806,9 mm,. Pour l'avenir, les paramètres climatiques de la commune estimés pour 2050 selon différents scénarios d'émission de gaz à effet de serre sont consultables sur un site dédié publié par Météo-France en novembre 2022.

## Urbanisme

### Typologie
Au 1er janvier 2024, Voutré est catégorisée commune rurale à habitat dispersé, selon la nouvelle grille communale de densité à sept niveaux définie par l'Insee en 2022.
Elle est située hors unité urbaine. Par ailleurs la commune fait partie de l'aire d'attraction d'Évron, dont elle est une commune de la couronne,. Cette aire, qui regroupe 18 communes, est catégorisée dans les aires de moins de 50 000 habitants,.

### Occupation des sols
L'occupation des sols de la commune, telle qu'elle ressort de la base de données européenne d’occupation biophysique des sols Corine Land Cover (CLC), est marquée par l'importance des territoires agricoles (86,9 % en 2018), en diminution par rapport à 1990 (88,8 %). La répartition détaillée en 2018 est la suivante : 
prairies (54,6 %), terres arables (26,8 %), mines, décharges et chantiers (8,9 %), zones agricoles hétérogènes (5,5 %), zones urbanisées (2,6 %), forêts (1,6 %). L'évolution de l’occupation des sols de la commune et de ses infrastructures peut être observée sur les différentes représentations cartographiques du territoire : la carte de Cassini (XVIIIe siècle), la carte d'état-major (1820-1866) et les cartes ou photos aériennes de l'IGN pour la période actuelle (1950 à aujourd'hui).

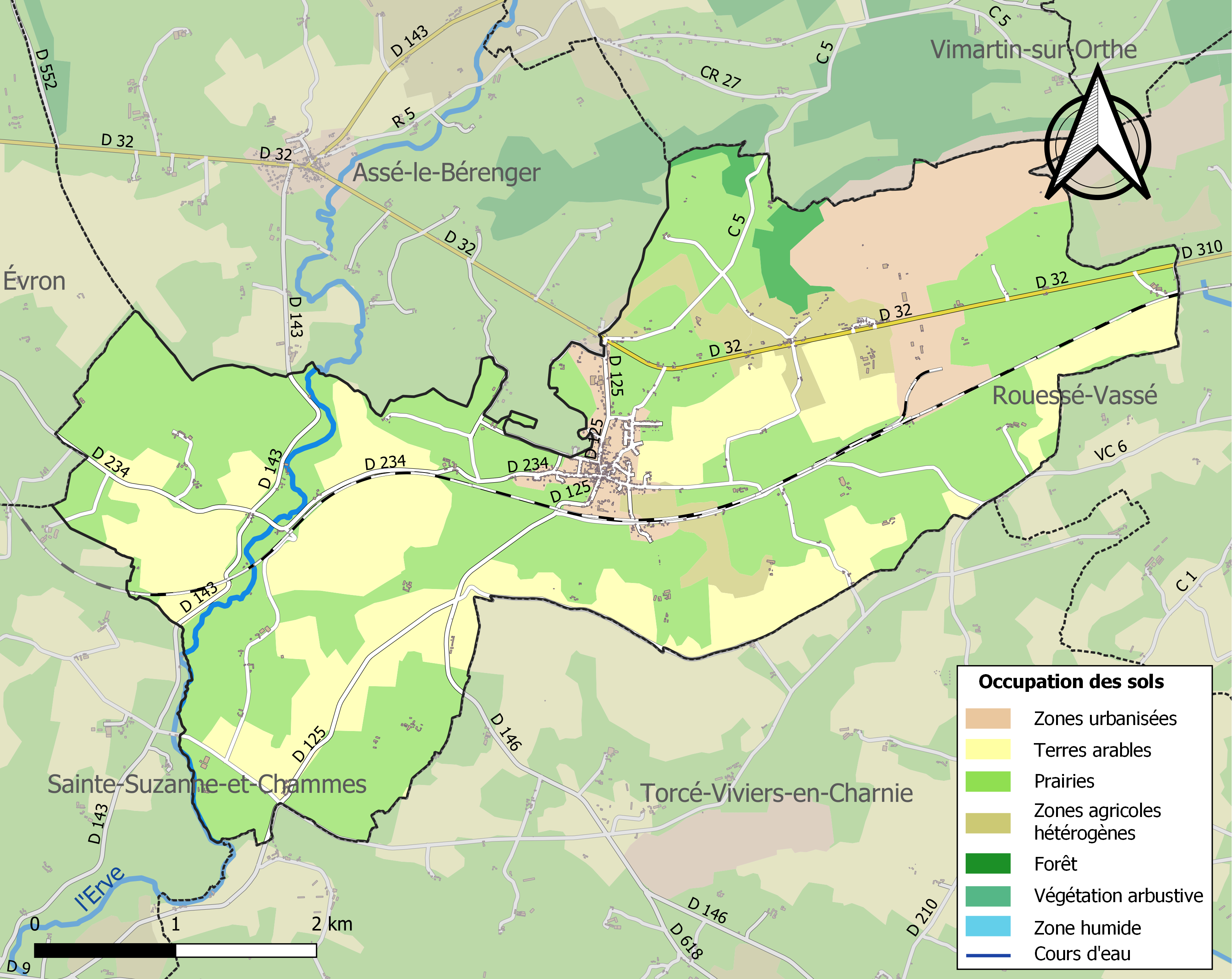
Carte des infrastructures et de l'occupation des sols de la commune en 2018 (CLC).

## Toponymie
Le nom de la localité est attesté sous la forme Vulteriaco en 989. Le toponyme serait issu de l'anthroponyme latin Vulturius.
Le gentilé est Voutréen.

## Histoire

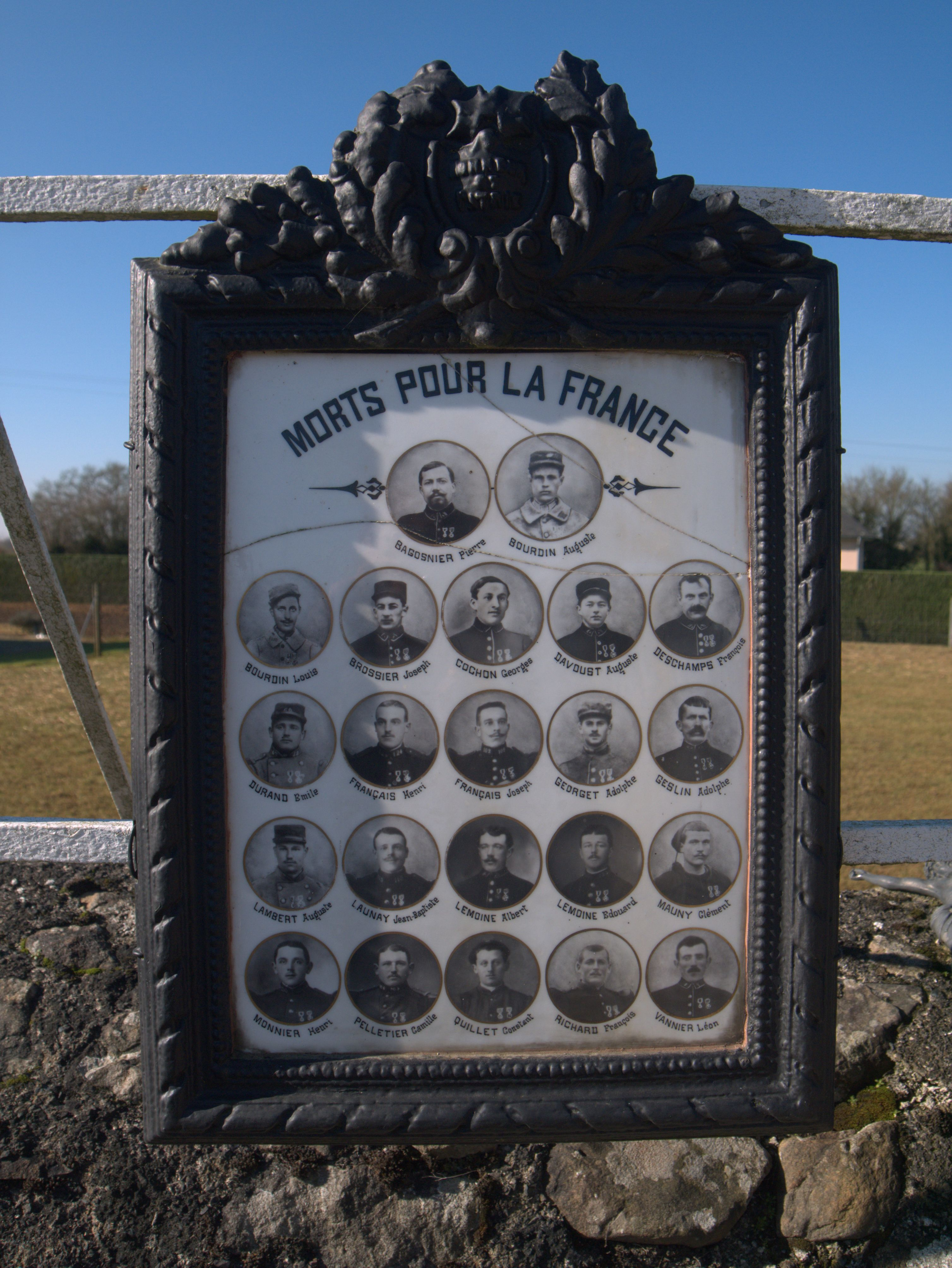
Les Voutréens morts pour la France pendant la Première Guerre mondiale.

En juillet 1878, on fit la découverte d'un squelette humain dans une caverne sans issue, une grotte naturelle découverte à l'occasion du creusement d'une cave. Assez profonde et couverte d'eau au niveau du ruisseau Merdereau qui coule à 200 mètres, cette caverne restée longtemps inexplorée contenait ces restes d'un homme de la préhistoire dont la datation devrait être facilitée par la présence au sol de grossières poteries éparses.

## Politique et administration

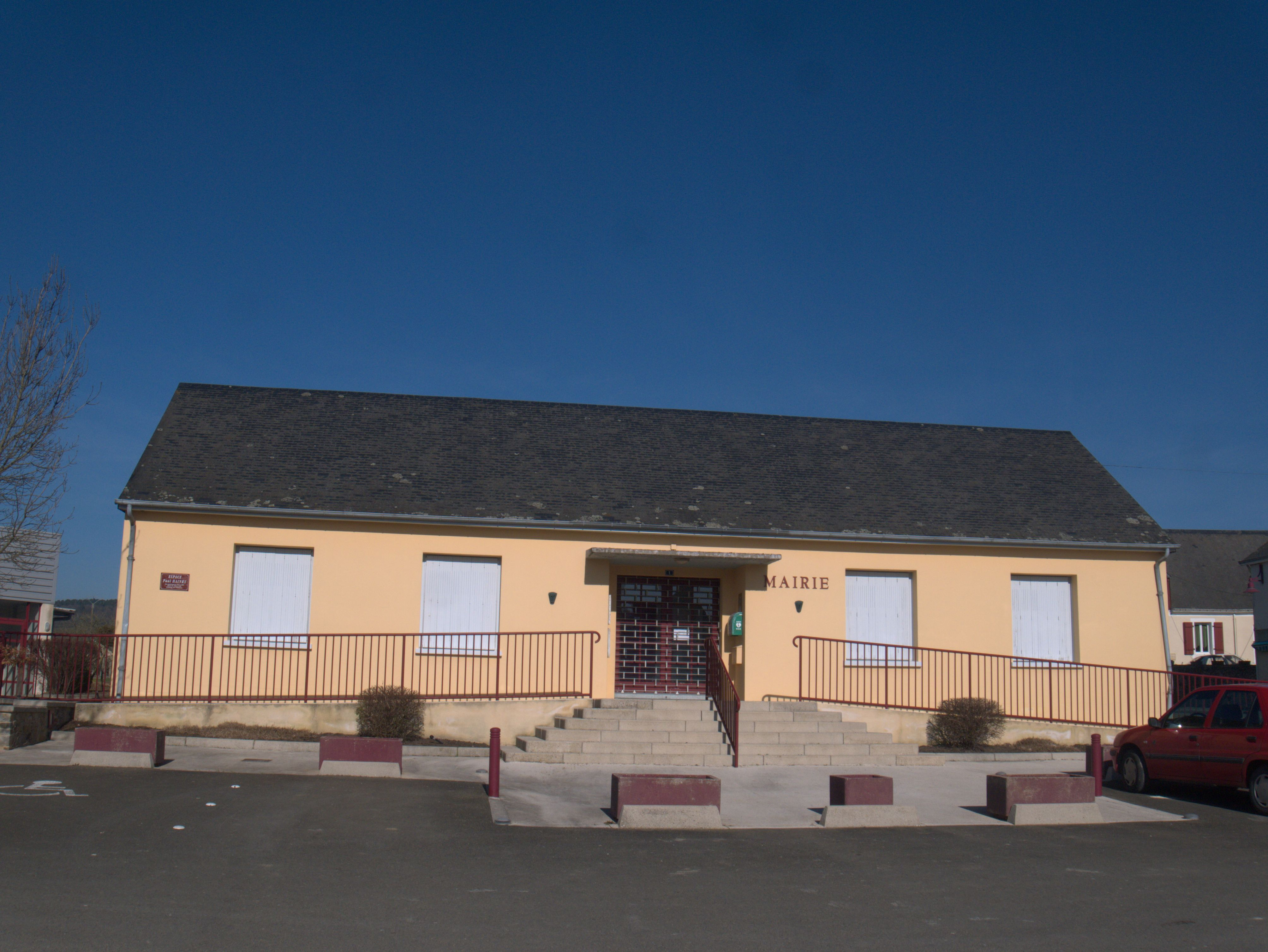
La mairie.

Le conseil municipal est composé de quinze membres dont le maire et cinq adjoints.

## Démographie
L'évolution du nombre d'habitants est connue à travers les recensements de la population effectués dans la commune depuis 1793. Pour les communes de moins de 10 000 habitants, une enquête de recensement portant sur toute la population est réalisée tous les cinq ans, les populations de référence des années intermédiaires étant quant à elles estimées par interpolation ou extrapolation. Pour la commune, le premier recensement exhaustif entrant dans le cadre du nouveau dispositif a été réalisé en 2007.
En 2022, la commune comptait 905 habitants, en évolution de −0,66 % par rapport à 2016 (Mayenne : −0,73 %, France hors Mayotte : +2,11 %).
Voutré a compté jusqu'à 1 506 habitants en 1881.
| 1793 | 1800  | 1806 | 1821  | 1831  | 1836  | 1841  | 1846  | 1851  |
| ---- | ----- | ---- | ----- | ----- | ----- | ----- | ----- | ----- |
| 944  | 1 004 | 947  | 1 095 | 1 089 | 1 108 | 1 201 | 1 155 | 1 143 |

| 1856  | 1861  | 1866  | 1872  | 1876  | 1881  | 1886  | 1891  | 1896  |
| ----- | ----- | ----- | ----- | ----- | ----- | ----- | ----- | ----- |
| 1 178 | 1 211 | 1 270 | 1 304 | 1 352 | 1 506 | 1 349 | 1 393 | 1 368 |

| 1901  | 1906  | 1911  | 1921  | 1926  | 1931  | 1936  | 1946  | 1954  |
| ----- | ----- | ----- | ----- | ----- | ----- | ----- | ----- | ----- |
| 1 409 | 1 435 | 1 374 | 1 199 | 1 147 | 1 132 | 1 202 | 1 100 | 1 111 |

| 1962  | 1968  | 1975 | 1982 | 1990 | 1999 | 2006 | 2007 | 2012 |
| ----- | ----- | ---- | ---- | ---- | ---- | ---- | ---- | ---- |
| 1 093 | 1 064 | 980  | 915  | 819  | 821  | 856  | 861  | 915  |

| 2017 | 2022 | - | - | - | - | - | - | - |
| ---- | ---- | - | - | - | - | - | - | - |
| 910  | 905  | - | - | - | - | - | - | - |

## Lieux et monuments

### La carrière de Voutré
Sur la commune de Voutré, dans une partie qui s'étend d'Assé-le-Béranger à Sillé-le-Guillaume, il existe une carrière de rhyolites bréchiques et cinérites, qu'aussi longtemps qu'on puisse remonter dans son histoire on appelle la « Kabylie ». La tentation est grande d'expliquer la toponymie du lieu par une main-d'œuvre nord-africaine qui n'est jamais venue travailler en cette contrée mayennaise. Il est beaucoup plus probable qu'on ait voulu souligner ainsi la comparaison assez juste entre certains reliefs algériens et les collines des Coëvrons, à ce détail près que le point culminant de la « Kabylie » voutréenne n'a jamais guère dépassé 360 mètres. La « Kabylie » appartient à la « Société des Carrières de Voutré » qui dépend du groupement SNCO (« Société nouvelle des carrières de l’Ouest ») devenue SCO depuis fin 2006. Le groupe SCO fait lui-même partie du groupe « Basaltes ».

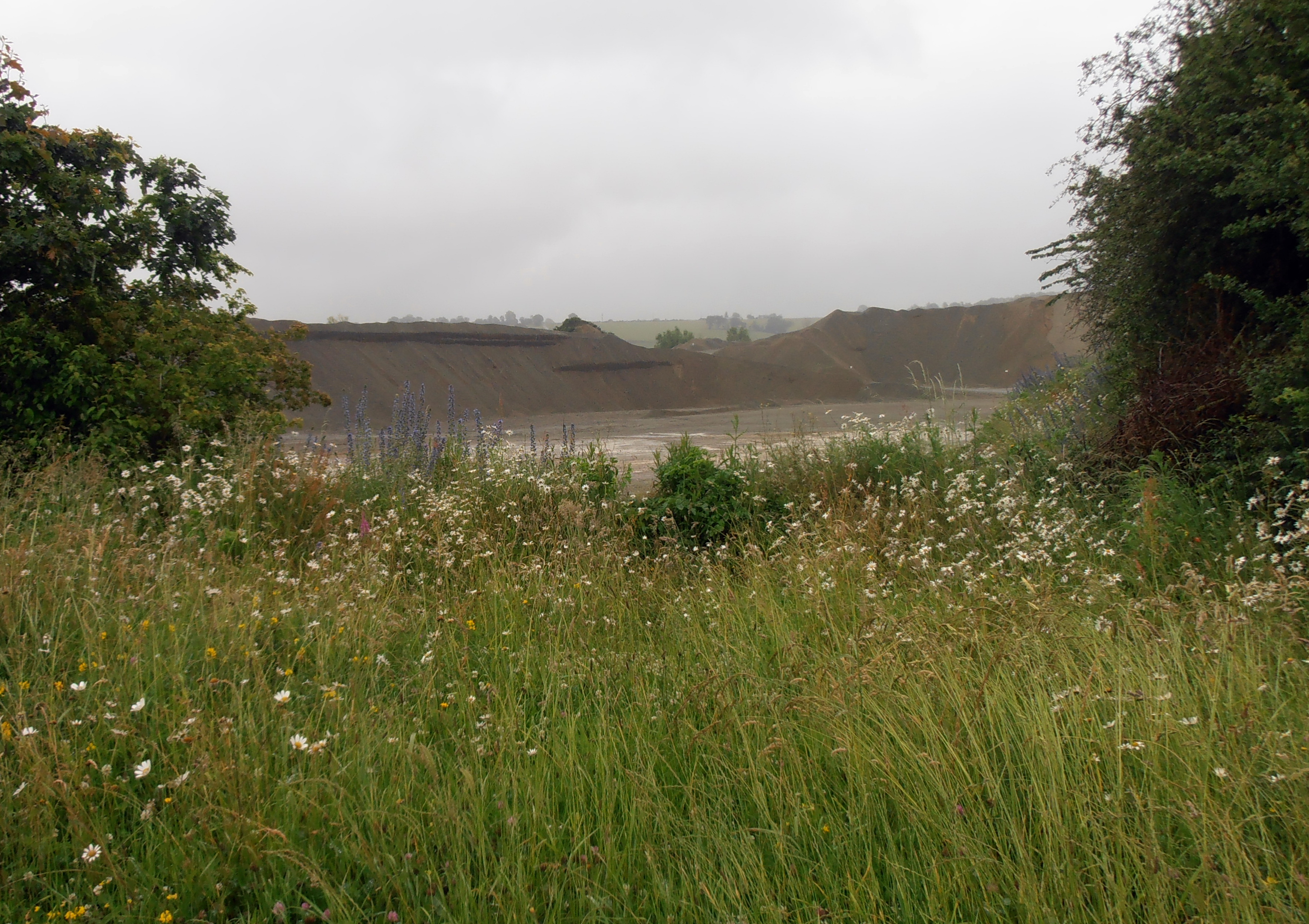
La carrière de la Kabylie.
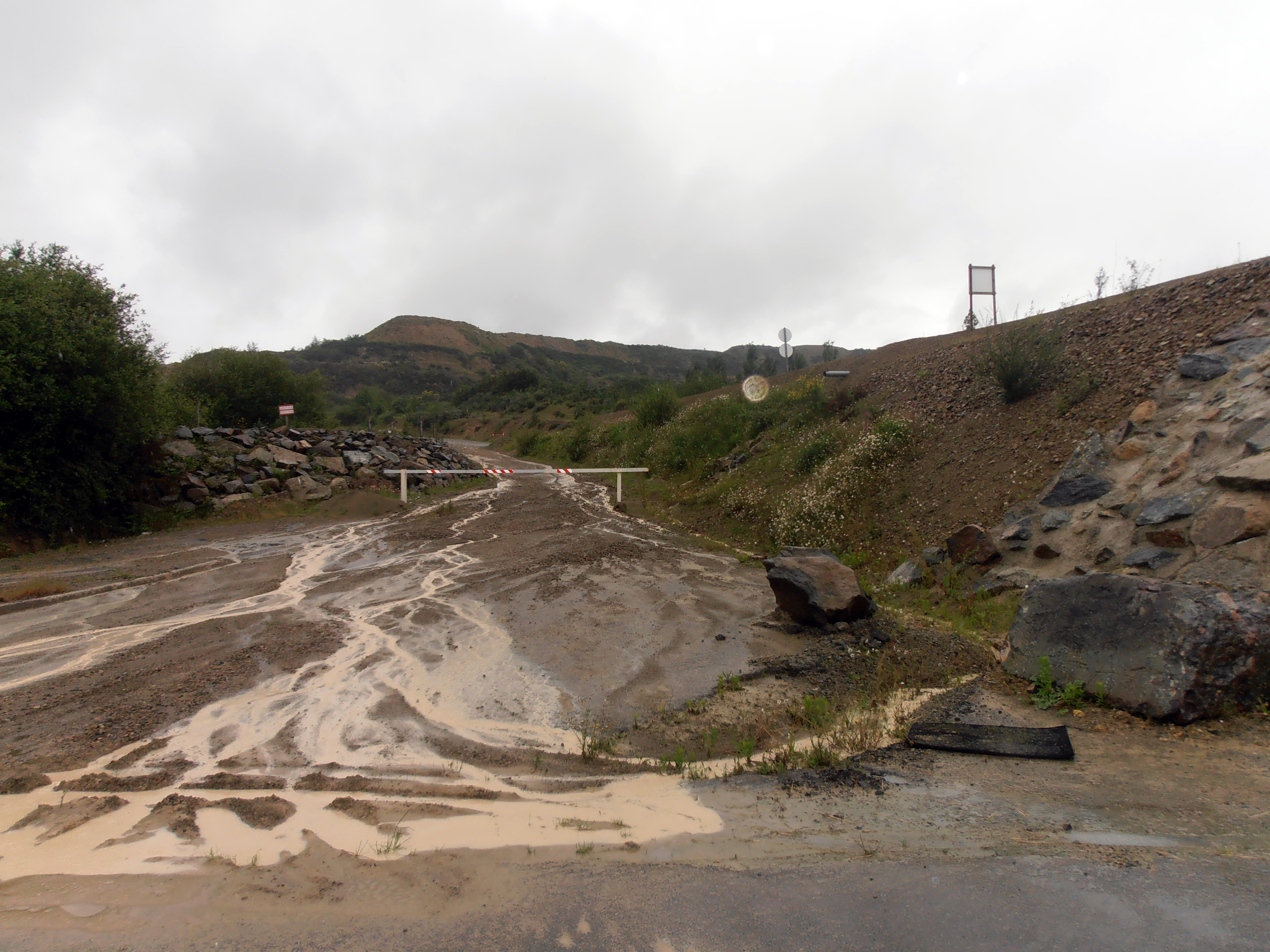
La carrière de la Kabylie.
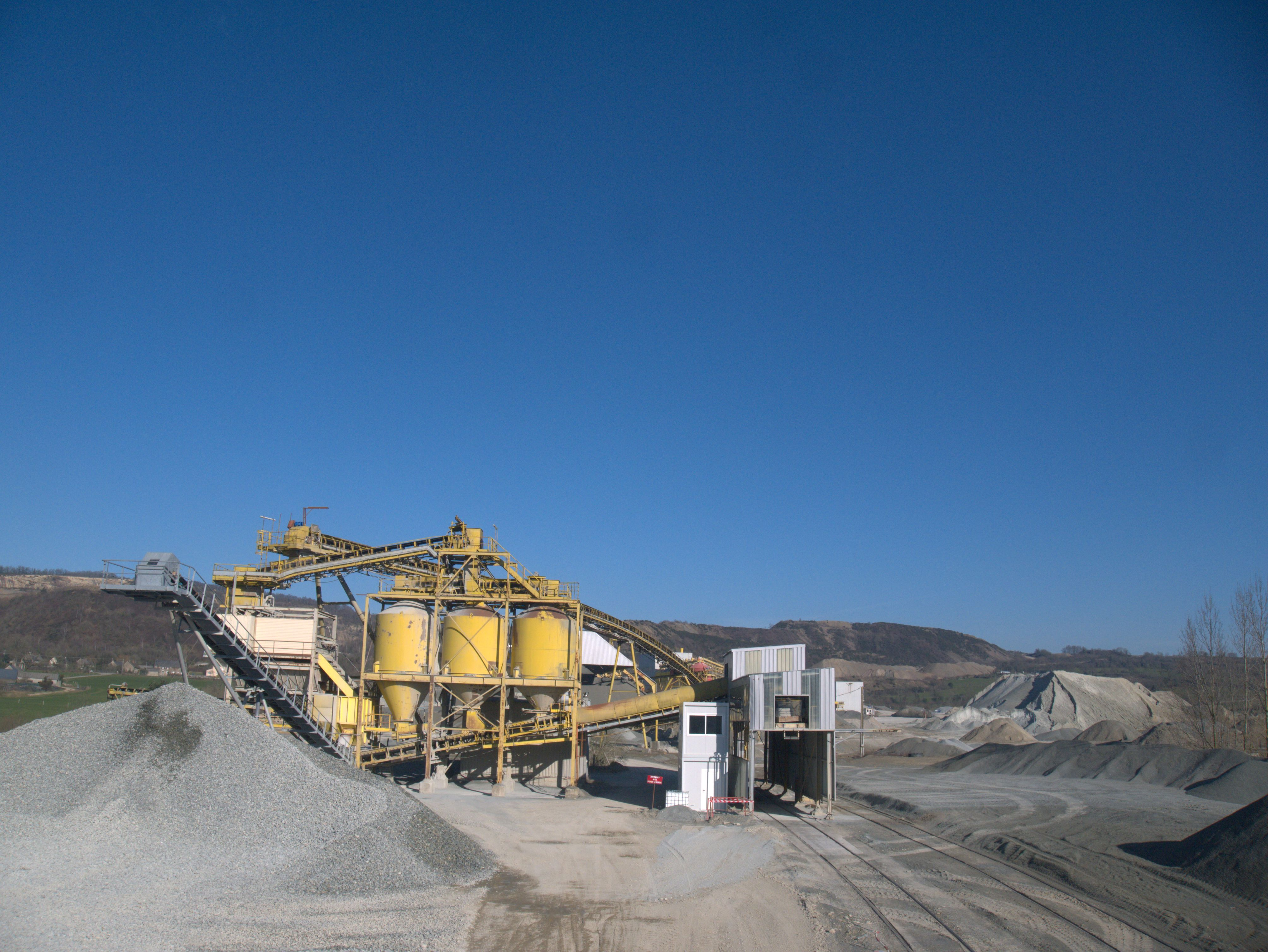
Entrée de la carrière.
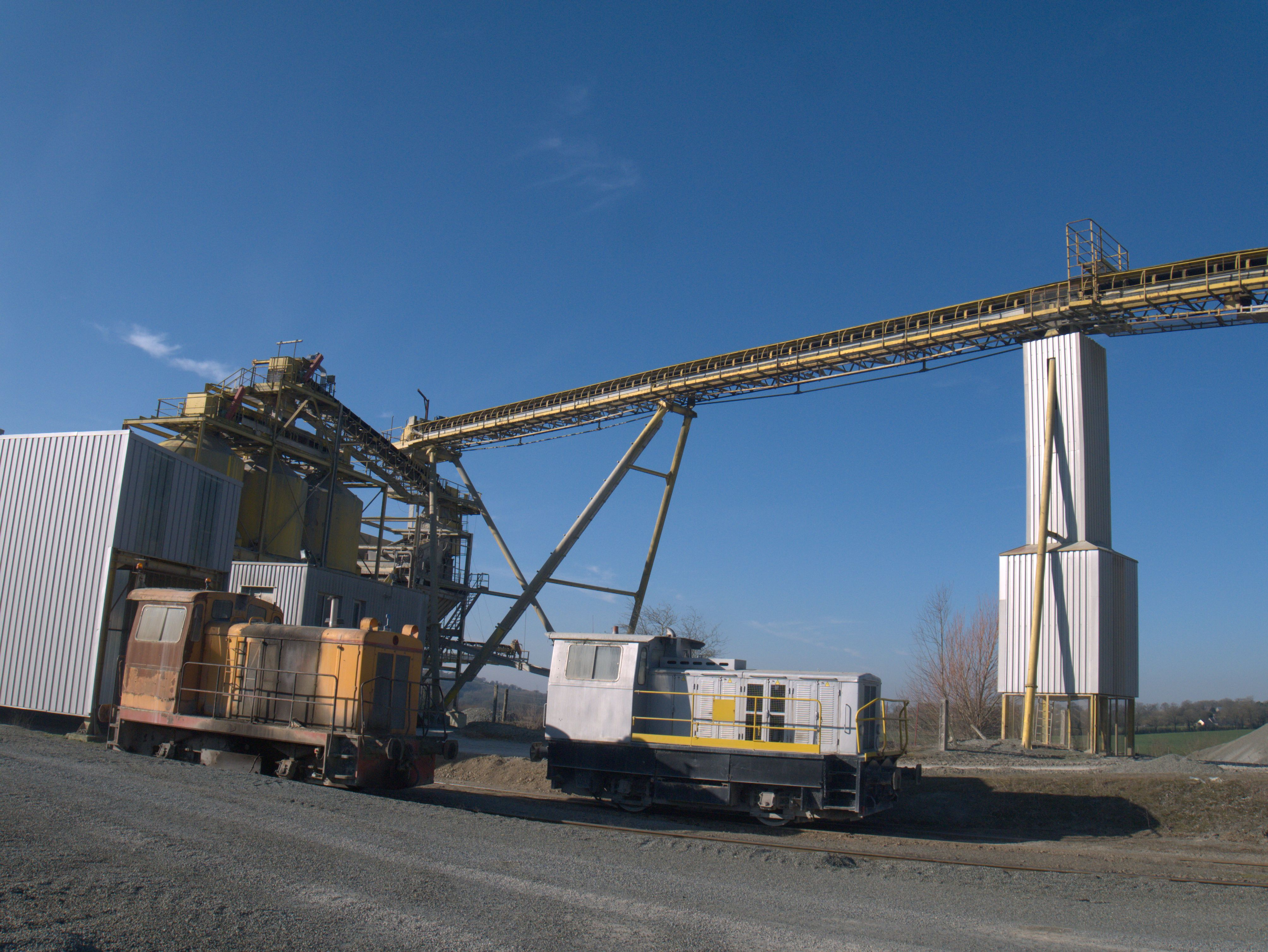
Exemple d'infrastructure.

### Monuments
- Église Saint-Pierre, du XIXe siècle. Elle abrite deux plaques funéraires du XIVe et du XVIIIe siècle et une statue du XVIe classées à titre d'objet aux Monuments historiques[31].
- Chapelle des Trois Poiriers, du XVIIIe siècle, près de la limite avec Torcé-Viviers-en-Charnie.
- Dolmen des Îles, classé au titre des Monuments historiques depuis le 15 février 1978[32].

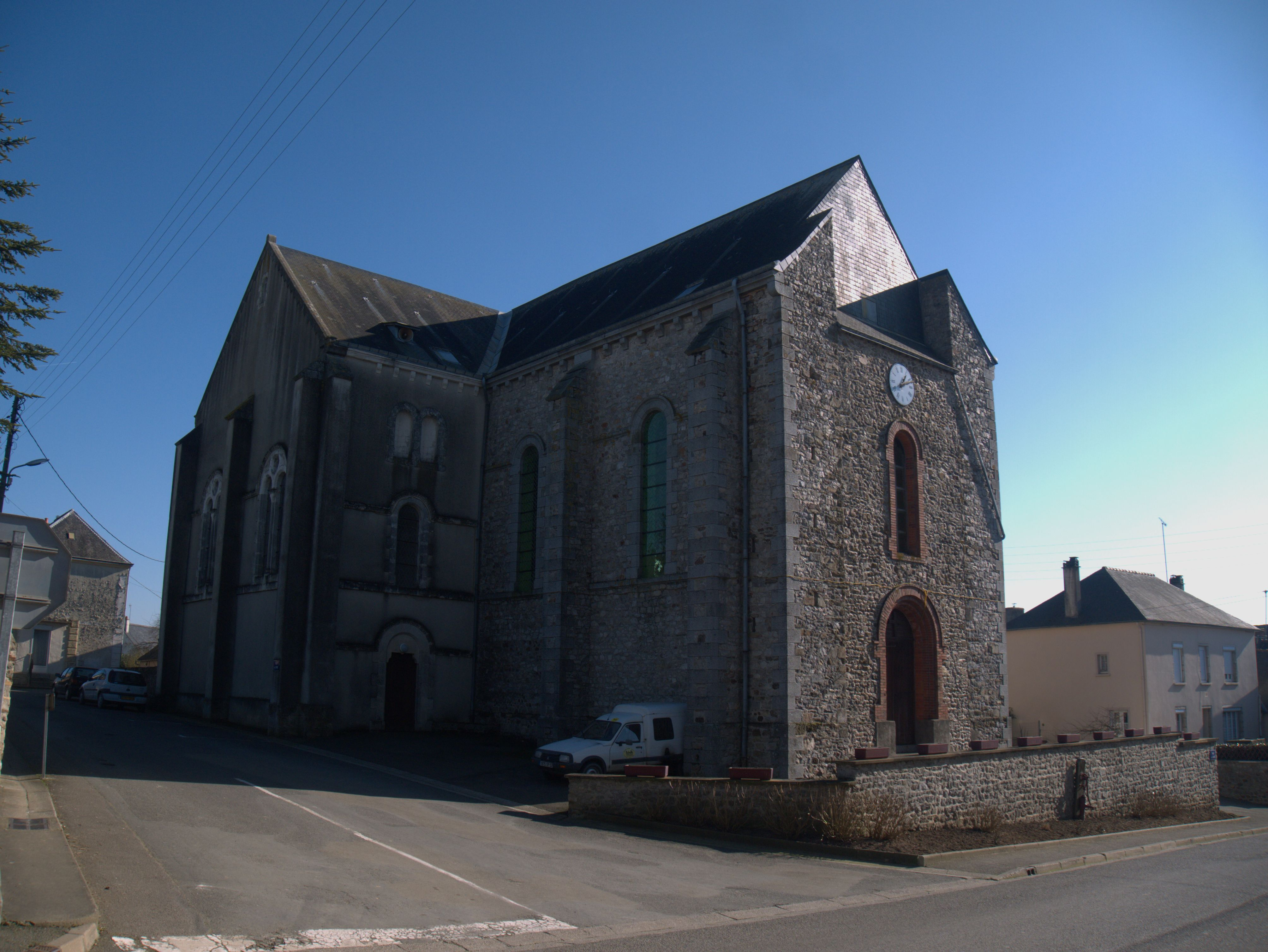
Église Saint-Pierre.
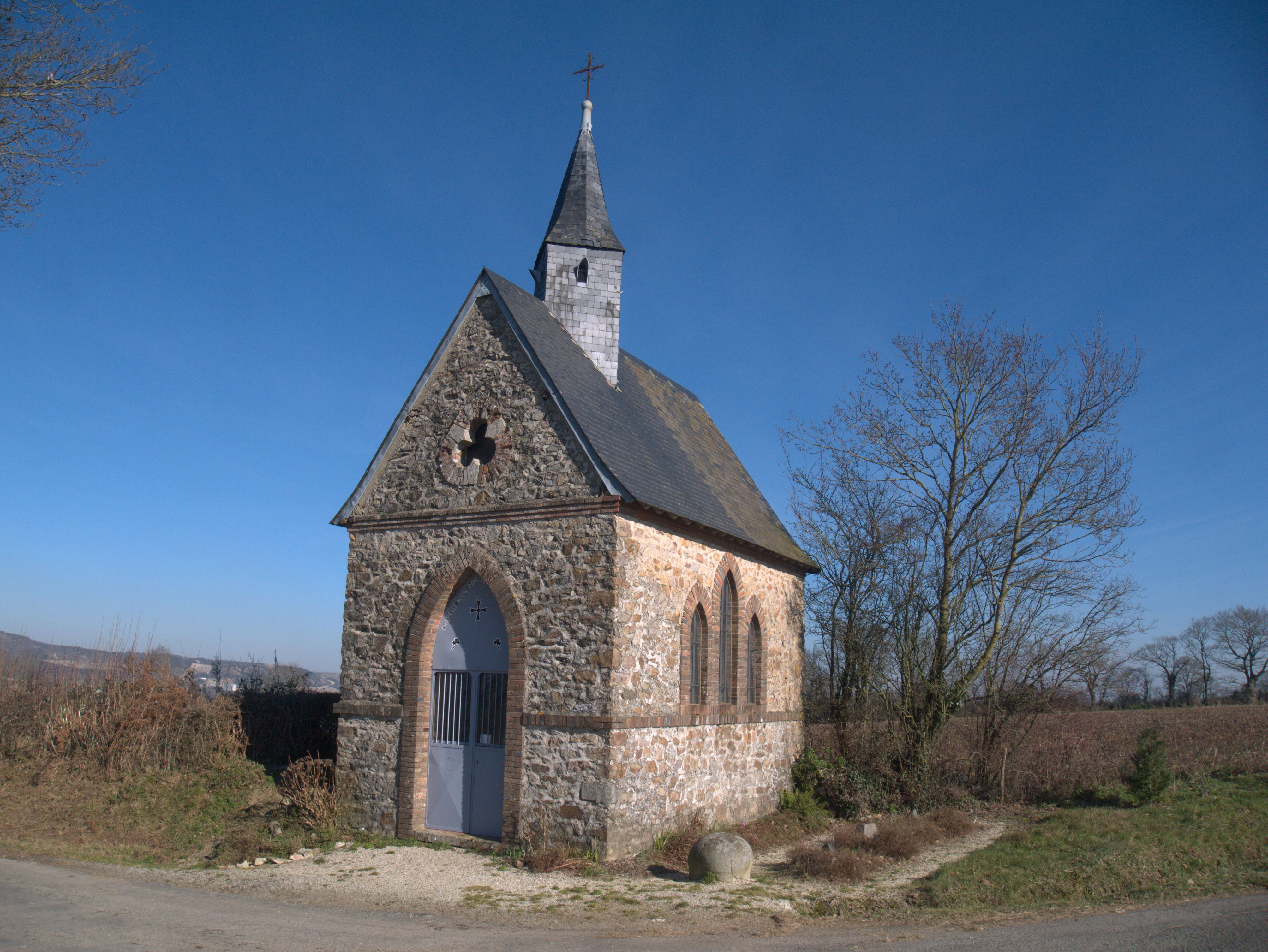
Chapelle des Trois Poiriers.
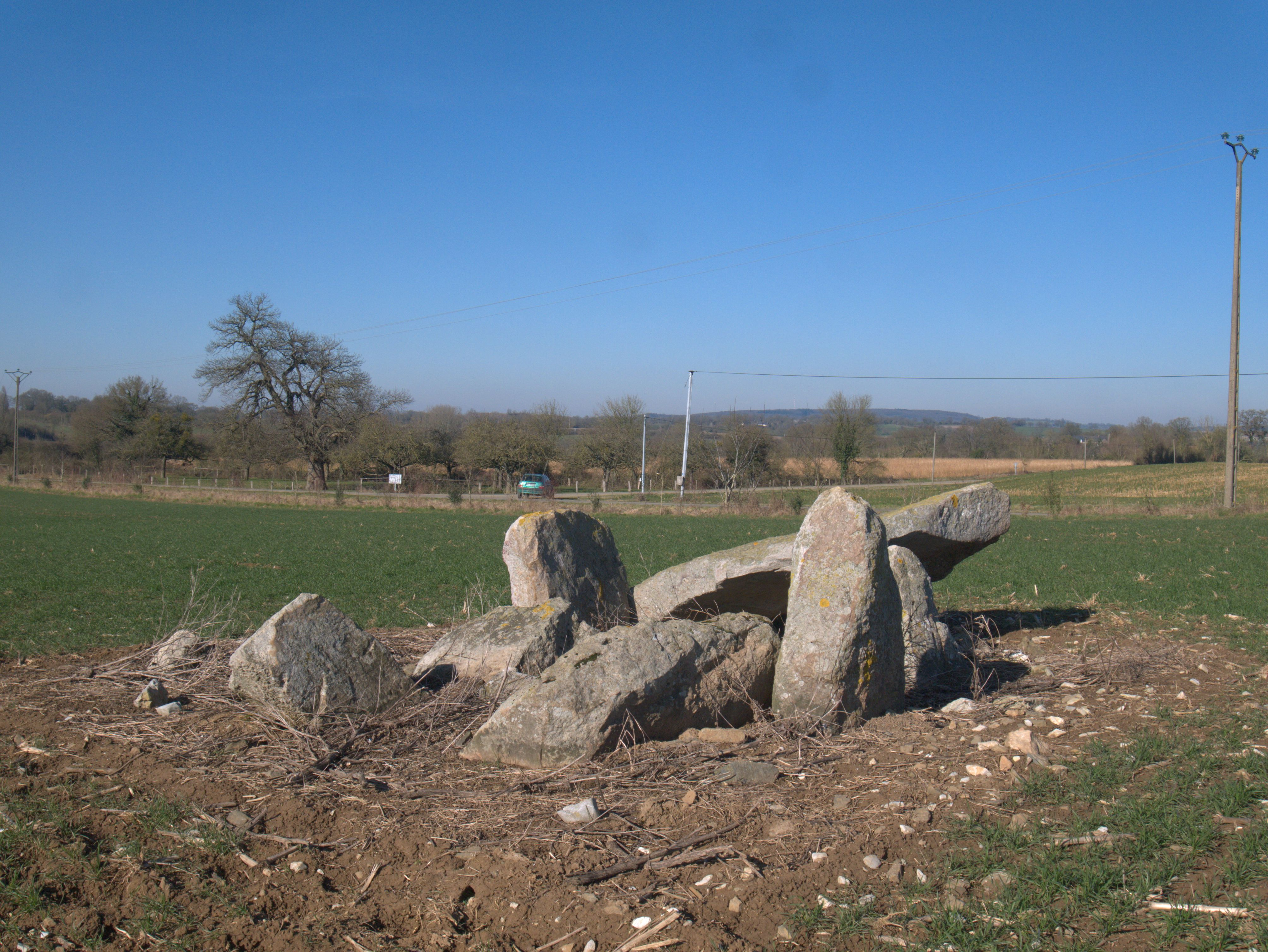
Dolmen des Îles.

## Activité et manifestations

### Sports
Le Club athlétique voutréen Football fait évoluer deux équipes de football en divisions de district.
Le Club Athlétique Voutréen Badminton compte environ 50 membres (compétiteurs, loisirs et jeunes) et fait évoluer deux équipes de badminton en championnat interclub départemental : une en D1, la seconde en D3. La section badminton du CAV a été créée en 1994.

## Personnalités liées à la commune
- Constant Houlbert (1857-1947), entomologiste né à Voutré.
- Louis Nicolas (1913-1975), résistant français, Compagnon de la Libération, né à Voutré.
- Paul Hainry (1920-2007), résistant, syndicaliste, maire et instituteur public à Voutré.
- Mireille Perrier (née en 1959), comédienne, habite  dans la maison où est née, en 1893, sa grand-mère paternelle Denise Brossier, épouse de Paul Perrier[34].